# Feuchy
Feuchy est une commune française située dans le département du Pas-de-Calais en région Hauts-de-France. Ses habitants sont appelés les Feuchyssois. La commune est membre de la communauté urbaine d'Arras.

## Géographie

### Localisation
Localisée dans le sud-est du département du Pas-de-Calais, Feuchy est une commune située, à vol d'oiseau, à 4 km à l'est de la commune d’Arras (chef-lieu d'arrondissement et préfecture du Pas-de-Calais).
Le territoire de la commune est limitrophe de ceux de six communes.
Les communes limitrophes sont  Athies, Fampoux, Monchy-le-Preux, Saint-Laurent-Blangy, Tilloy-lès-Mofflaines et Wancourt.

### Géologie et relief
La superficie de la commune est de 5,45 km2 ; son altitude varie de 46  à   102 m.

### Hydrographie

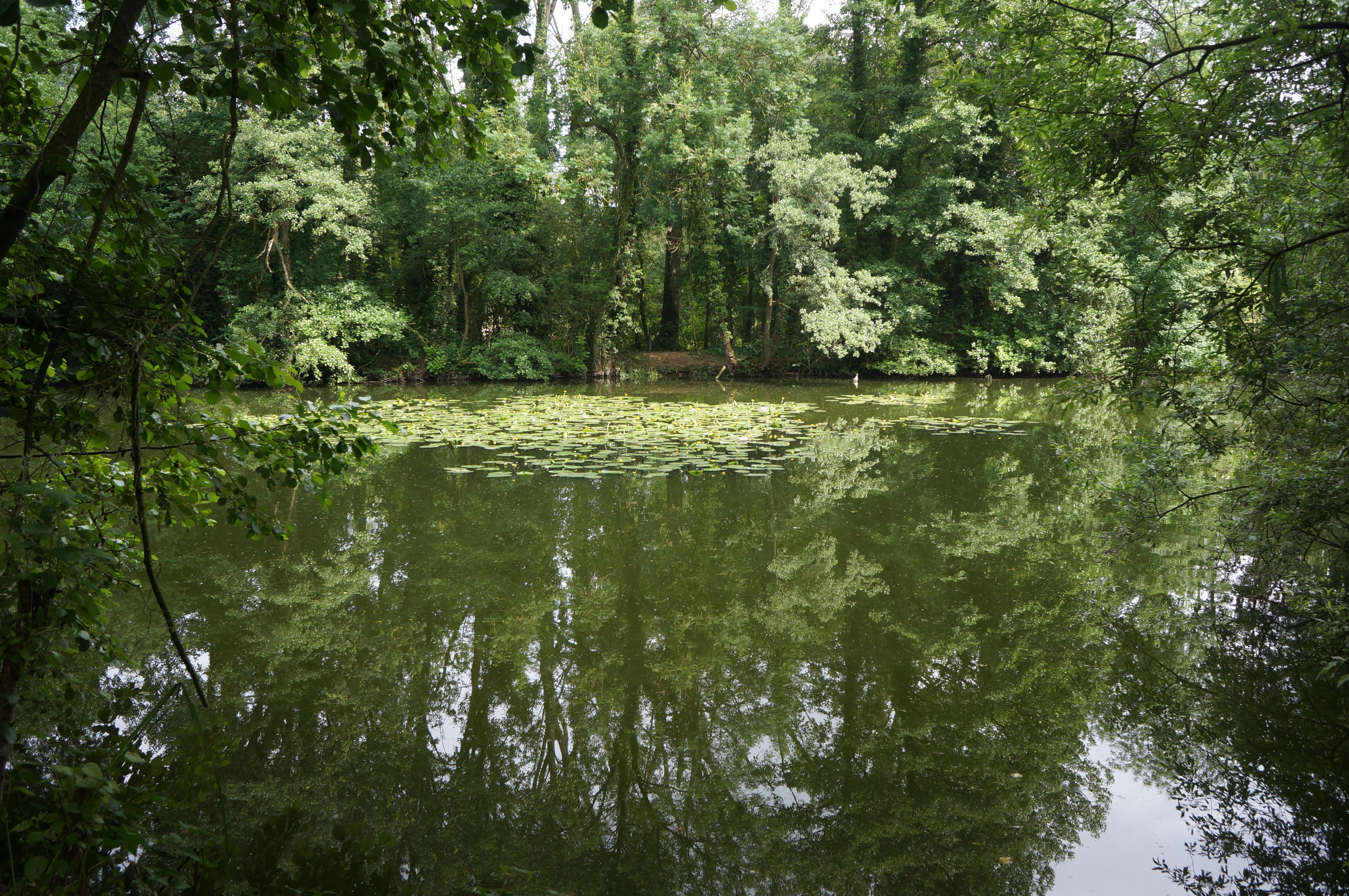
Le marais de Feuchy.

Le territoire de la commune est situé dans le bassin Artois-Picardie.
Le territoire communal est délimité au nord par la Scarpe canalisée, ses étangs et marais. la Scarpe canalisée, d'une longueur de 67 km, qui prend sa source dans la commune d'Arras et se jette dans L'Escaut canalisée au niveau de la commune de Mortagne-du-Nord dans le département du Nord.

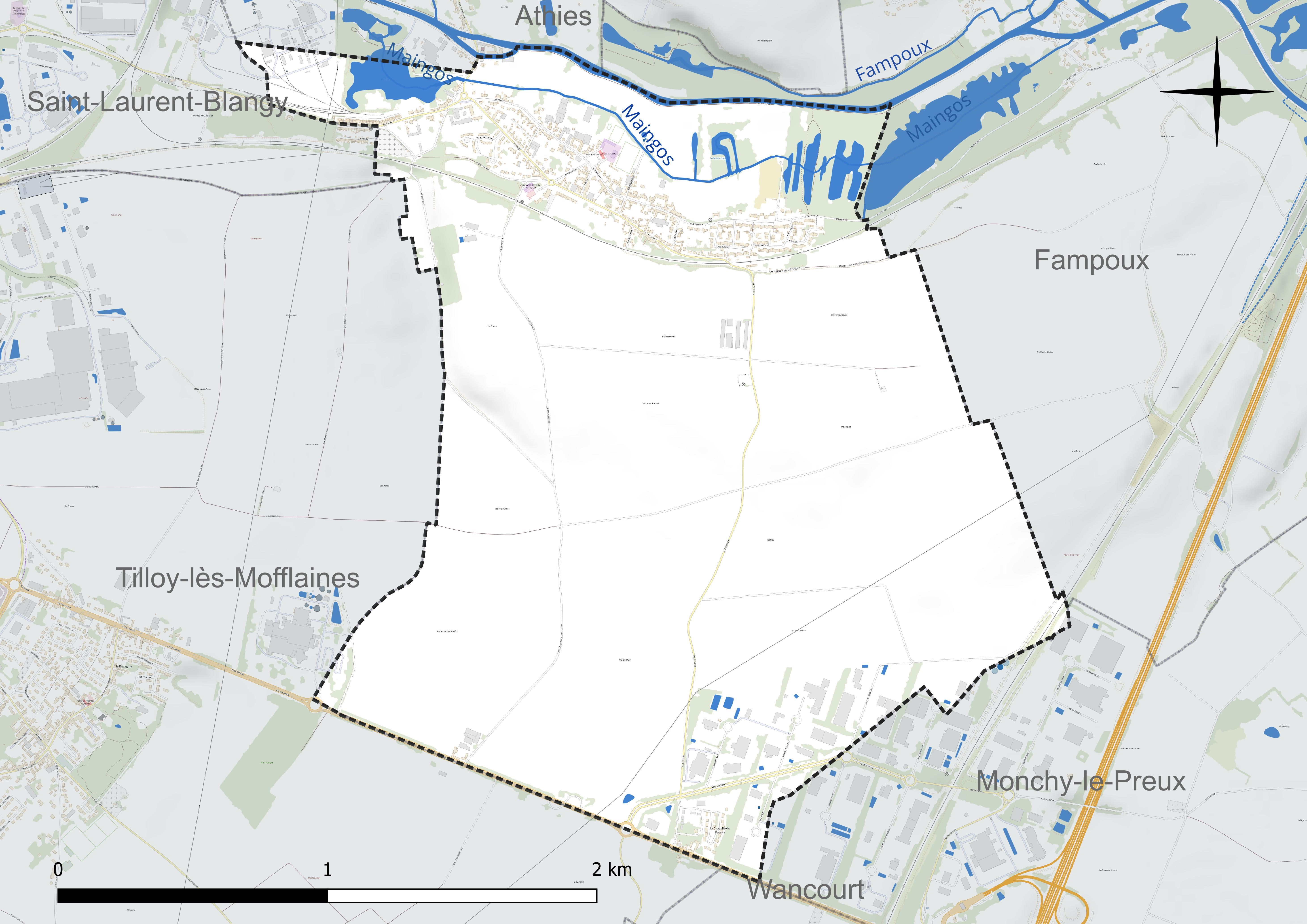
Réseau hydrographique de Feuchy.

Un autre petit cours d'eau draine le territoire de la commune : le Maingos, d'une longueur de 2,9 km, qui prend sa source dans la commune et se jette dans la Scarpe canalisée au niveau de la commune de Fampoux.

### Climat
Pour des articles plus généraux, voir Climat des Hauts-de-France et Climat du Pas-de-Calais.
En 2010, le climat de la commune est de type climat océanique dégradé des plaines du Centre et du Nord, selon une étude du CNRS s'appuyant sur une série de données couvrant la période 1971-2000. En 2020, Météo-France publie une typologie des climats de la France métropolitaine dans laquelle la commune est exposée à un climat océanique et est dans la région climatique Nord-est du bassin Parisien, caractérisée par un ensoleillement médiocre, une pluviométrie moyenne régulièrement répartie au cours de l’année et un hiver froid (3 °C).
Pour la période 1971-2000, la température annuelle moyenne est de 10,4 °C, avec une amplitude thermique annuelle de 15 °C. Le cumul annuel moyen de précipitations est de 717 mm, avec 12,7 jours de précipitations en janvier et 8,5 jours en juillet. Pour la période 1991-2020, la température moyenne annuelle observée sur la station météorologique la plus proche, située sur la commune de Wancourt à 5 km à vol d'oiseau, est de 10,8 °C et le cumul annuel moyen de précipitations est de 711,4 mm,. Pour l'avenir, les paramètres climatiques de la commune estimés pour 2050 selon différents scénarios d'émission de gaz à effet de serre sont consultables sur un site dédié publié par Météo-France en novembre 2022.
| Mois                                  | jan.             | fév.             | mars          | avril         | mai             | juin           | jui.          | août          | sep.          | oct.          | nov.            | déc.             | année      |
| ------------------------------------- | ---------------- | ---------------- | ------------- | ------------- | --------------- | -------------- | ------------- | ------------- | ------------- | ------------- | --------------- | ---------------- | ---------- |
| Température minimale moyenne (°C)     | 1,3              | 1,4              | 3,4           | 5,1           | 8,4             | 11,2           | 13,1          | 13,1          | 10,7          | 7,9           | 4,4             | 1,9              | 6,8        |
| Température moyenne (°C)              | 3,8              | 4,3              | 7,2           | 10            | 13,3            | 16,2           | 18,4          | 18,4          | 15,4          | 11,5          | 7,2             | 4,3              | 10,8       |
| Température maximale moyenne (°C)     | 6,2              | 7,2              | 11            | 14,9          | 18,1            | 21,2           | 23,6          | 23,7          | 20,1          | 15,2          | 9,9             | 6,7              | 14,8       |
| Record de froid (°C) date du record   | −14,1 12.01.1987 | −13,3 07.02.1991 | −9,4 13.03.13 | −4,4 20.04.17 | −1,3 07.05.1997 | 2,3 05.06.1991 | 5,1 31.07.15  | 4,4 02.08.15  | 0,5 30.09.18  | −4 24.10.03   | −8,6 24.11.1998 | −12,8 29.12.1996 | −14,1 1987 |
| Record de chaleur (°C) date du record | 14,9 09.01.15    | 18,2 26.02.19    | 24,3 31.03.21 | 26,8 20.04.18 | 30,5 12.05.1998 | 34,4 18.06.22  | 41,7 25.07.19 | 37,6 06.08.03 | 34,6 15.09.20 | 29,3 01.10.11 | 19,9 07.11.15   | 16,1 07.12.00    | 41,7 2019  |
| Précipitations (mm)                   | 56,7             | 48,7             | 50,2          | 42,7          | 61              | 60,9           | 64,9          | 62,9          | 57,6          | 65,4          | 64              | 76,4             | 711,4      |

### Milieux naturels et biodiversité

#### Zones naturelles d'intérêt écologique, faunistique et floristique
L’inventaire des zones naturelles d'intérêt écologique, faunistique et floristique (ZNIEFF) a pour objectif de réaliser une couverture des zones les plus intéressantes sur le plan écologique, essentiellement dans la perspective d’améliorer la connaissance du patrimoine naturel national et de fournir aux différents décideurs un outil d’aide à la prise en compte de l’environnement dans l’aménagement du territoire.
Le territoire communal comprend une ZNIEFF de type 1 : les marais de Biache-St-Vaast à Saint-Laurent-Blangy, d’une superficie de 601 ha. Cet ensemble de marais s’inscrit dans le système alluvial de la moyenne vallée de la Scarpe, base fondatrice de la trame verte et bleue. Aménagé pour diverses activités humaines (accueil du public, pêche, loisirs…), il constitue néanmoins un cœur de nature sur le plan de la biodiversité.
et une ZNIEFF de type 2 : la vallée de la Scarpe entre Arras et Vitry-en-Artois, d’une superficie de 1 632 ha et d'une altitude variant de 43  à   62 mètres. Sur ce site alluvial inondable plus ou moins tourbeux on y trouve des sites remarquables : le marais de Vitry en Artois, le marais du pont à Rœux et le secteur des anciennes tourbières de Plouvain et Biache-Saint-Vaast.

Carte des ZNIEFF de type 1 et 2 sur la commune
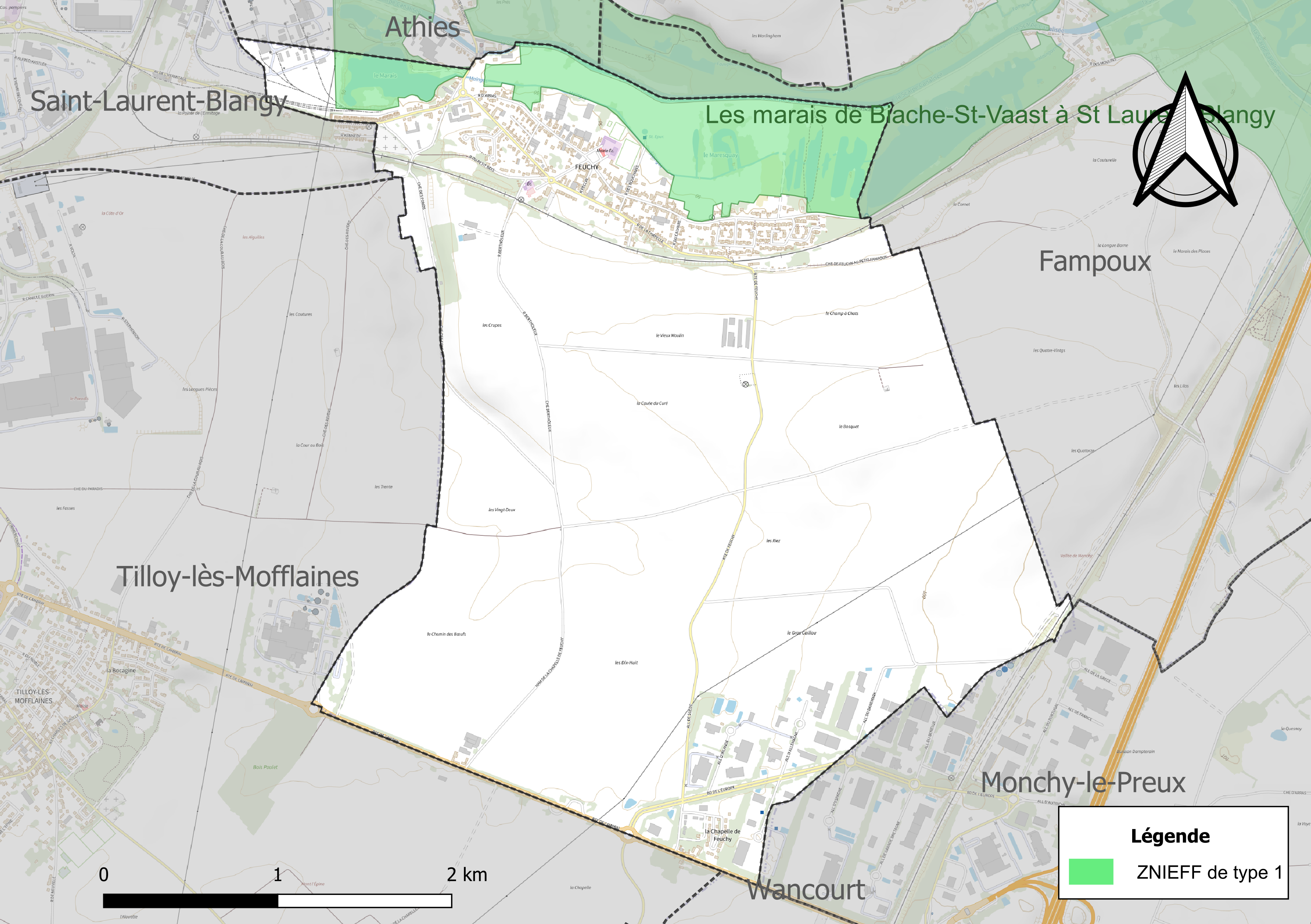
Carte de la ZNIEFF de type 1 sur la commune.
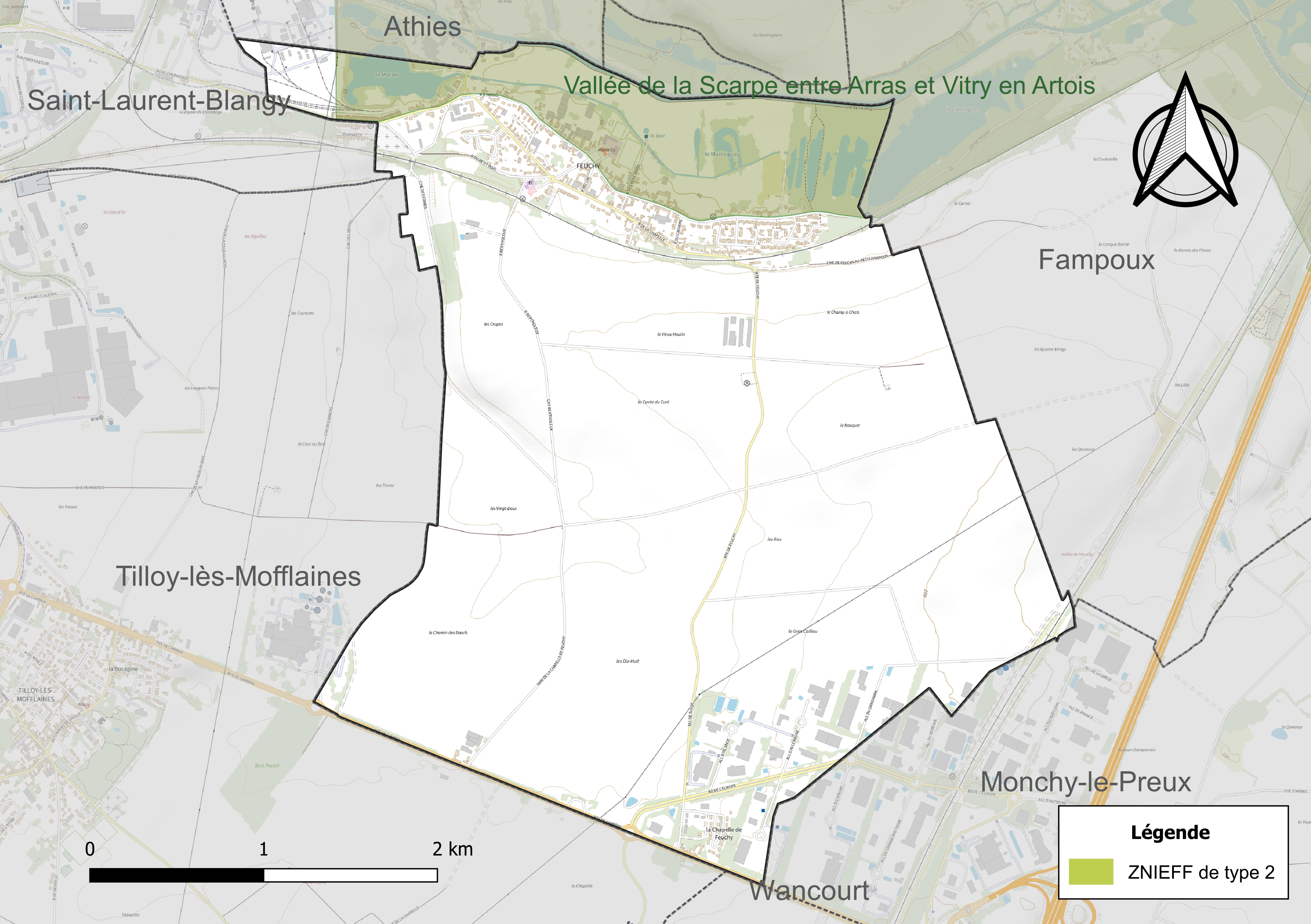
Carte de la ZNIEFF de type 2 sur la commune.

## Urbanisme

### Typologie
Au 1er janvier 2024, Feuchy est catégorisée ceinture urbaine, selon la nouvelle grille communale de densité à sept niveaux définie par l'Insee en 2022.
Elle appartient à l'unité urbaine d'Arras, une agglomération intra-départementale regroupant 15  communes, dont elle est une commune de la banlieue,,. Par ailleurs la commune fait partie de l'aire d'attraction d'Arras, dont elle est une commune de la couronne,. Cette aire, qui regroupe 163 communes, est catégorisée dans les aires de 50 000 à moins de 200 000 habitants,.

### Occupation des sols
L'occupation des sols de la commune, telle qu'elle ressort de la base de données européenne d’occupation biophysique des sols Corine Land Cover (CLC), est marquée par l'importance des territoires agricoles (79,5 % en 2018), en diminution par rapport à 1990 (88,3 %). La répartition détaillée en 2018 est la suivante : 
terres arables (72,5 %), zones industrielles ou commerciales et réseaux de communication (9,4 %), zones urbanisées (8 %), prairies (7,1 %), eaux continentales (1,8 %), zones humides intérieures (1,3 %). L'évolution de l’occupation des sols de la commune et de ses infrastructures peut être observée sur les différentes représentations cartographiques du territoire : la carte de Cassini (XVIIIe siècle), la carte d'état-major (1820-1866) et les cartes ou photos aériennes de l'IGN pour la période actuelle (1950 à aujourd'hui).

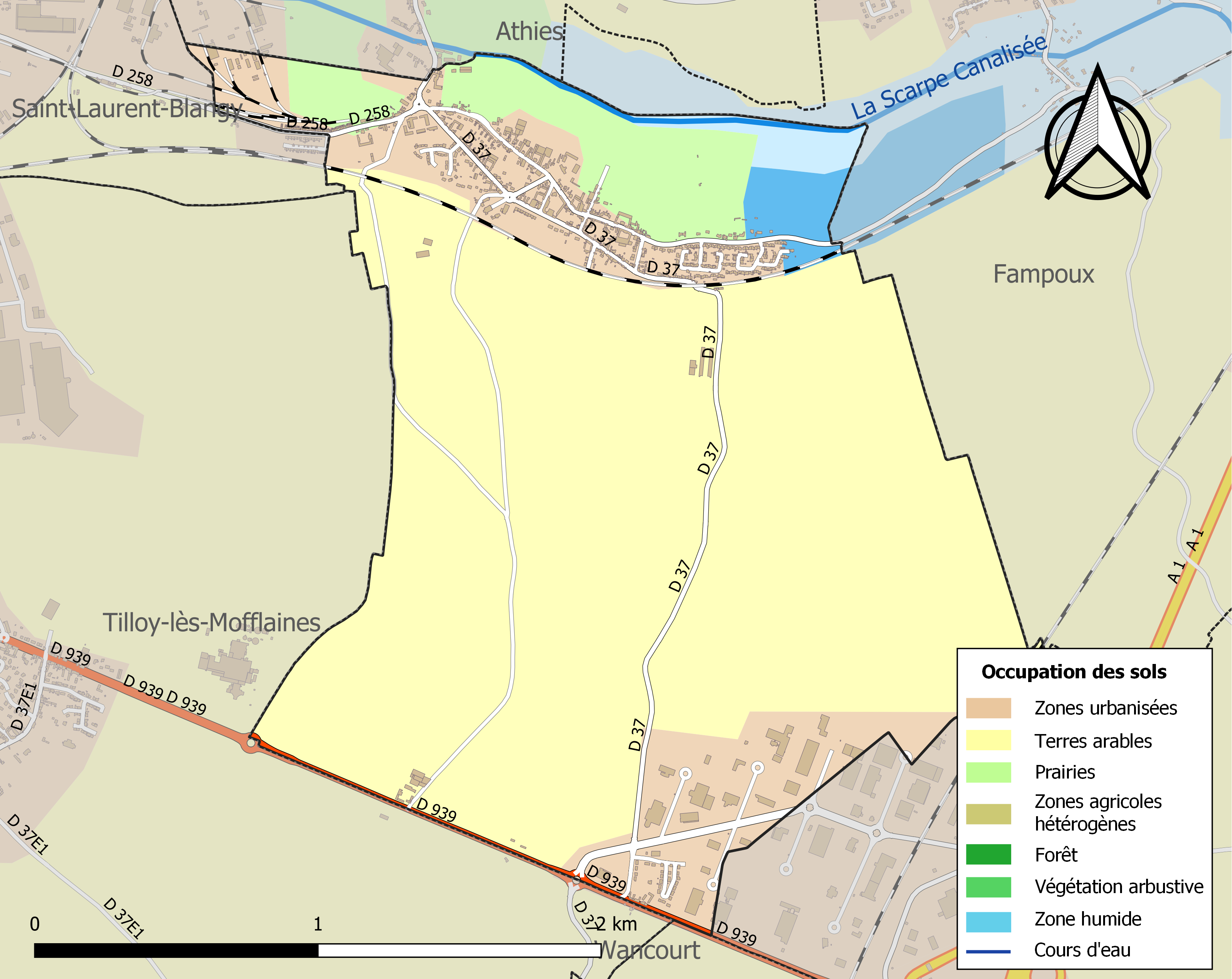
Carte des infrastructures et de l'occupation des sols de la commune en 2018 (CLC).

### Voies de communication et transports

#### Voies de communication
La commune est limitée au sud par l'ancienne route nationale 39 (actuelle RD 939)
Son territoire se trouve proche l'intersection de sections autoroutières importantes. L'autoroute A1 : axe Paris - Bruxelles, et l'autoroute A26 : Paris - Calais, qui est en fait l'axe Paris - Londres grâce au tunnel sous la Manche. La commune est également traversée par la ligne de Paris-Nord à Lille

#### Transport ferroviaire
La commune se trouve à 5 km, à l'est, de la gare d'Arras, située sur la ligne de Paris-Nord à Lille, desservie par des TGV inOui et des trains régionaux du réseau TER Hauts-de-France.

## Toponymie
Le nom de la localité est attesté sous les formes Felci en 674 ; Filciacum en 680 ; Felici en 1136 ; Fuci de 1154 à 1159 ; Feuci au XIIIe siècle ; Feucy en 1303 ; Fescy en 1378 ; Foeuchy en 1565 ; Feuchy depuis 1793 et 1801.

## Histoire

### Première Guerre mondiale
Lors de la Première Guerre mondiale, la commune se trouve dans la zone des combats de la bataille d'Arras d'avril-mai 1917.
Le village est considéré comme détruit à la fin de la guerre et est décoré de la croix de guerre 1914-1918, le 23 septembre 1920, distinction également attribuée à 276 autres communes du Pas-de-Calais,.

Feuchy détruit pendant la bataille d'Arras d'avril-mai 1917
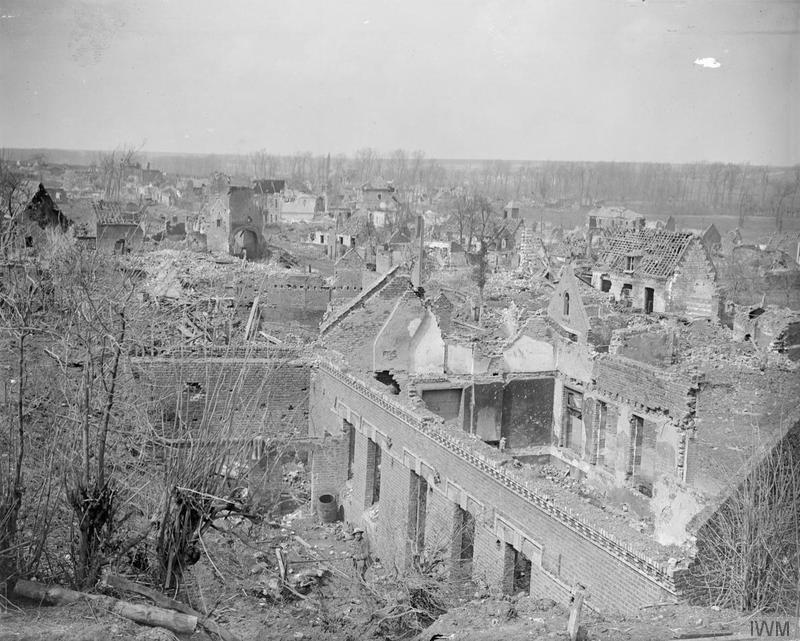
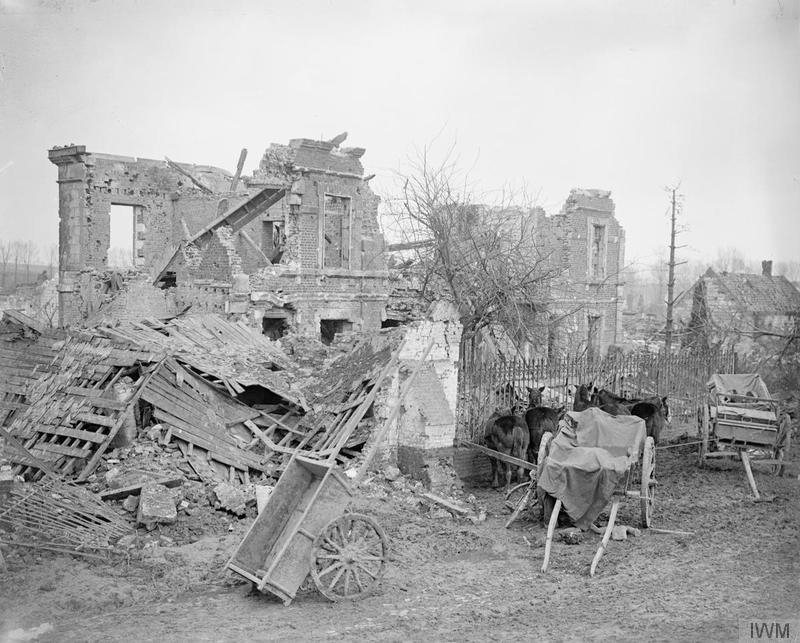
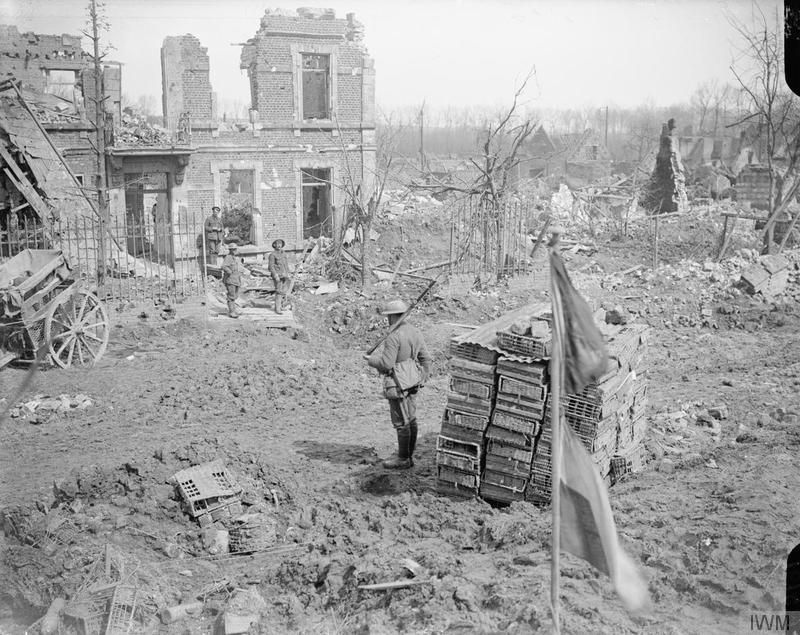
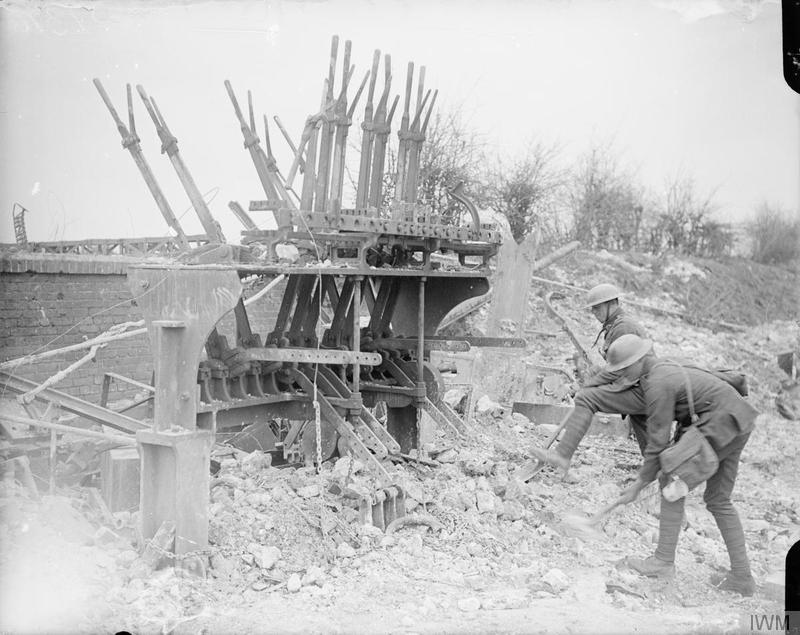
Le poste d'aiguillage de la gare, dont il ne reste que les leviers.
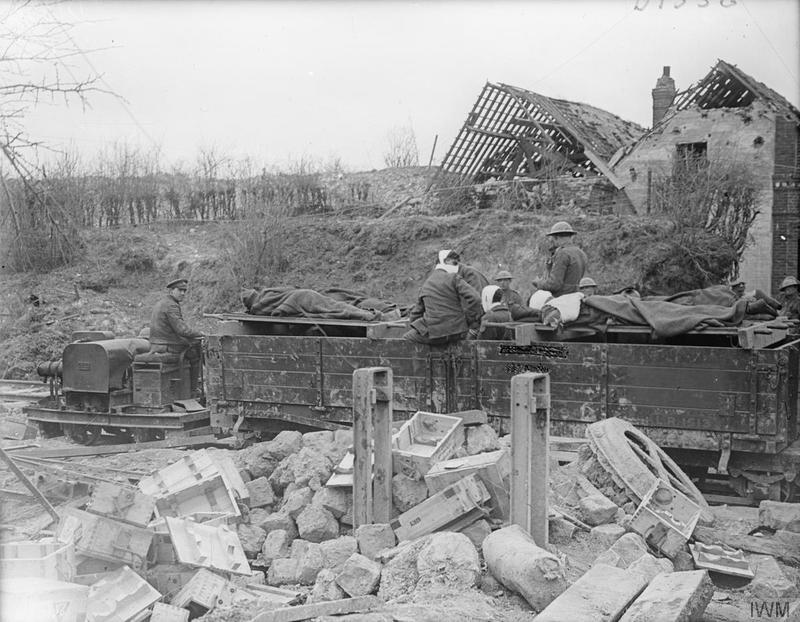
Des soldats blessés transportés sur un chemin de fer de campagne.

## Politique et administration

### Découpage territorial
La commune se trouve dans l'arrondissement d'Arras du département du Pas-de-Calais.

#### Commune et intercommunalités
Feuchy est membre depuis sa création en 1965  de la communauté urbaine d'Arras, un établissement public de coopération intercommunale (EPCI) à fiscalité propre  et auquel la commune a transféré un certain nombre de ses compétences, dans les conditions déterminées par le code général des collectivités territoriales. Cette communauté urbaine d'Arras regroupe 46 communes et totalise 109 776 habitants en 2021.

#### Circonscriptions administratives
Elle faisait partie depuis 1801 du canton d'Arras-Sud. Dans le cadre du redécoupage cantonal de 2014 en France, cette circonscription administrative territoriale a disparu, et le canton n'est plus qu'une circonscription électorale.
Pour les élections départementales, la commune fait partie depuis 2014 du canton d'Arras-2

#### Circonscriptions électorales
Pour l'élection des députés, elle fait partie de la deuxième circonscription du Pas-de-Calais.

### Élections municipales et communautaires

#### Liste des maires
| Période                                  | Période                       | Identité           | Étiquette | Qualité                                        |
| ---------------------------------------- | ----------------------------- | ------------------ | --------- | ---------------------------------------------- |
| Les données manquantes sont à compléter. |                               |                    |           |                                                |
| 1908                                     | 1912                          | Marc Scailliérez   |           |                                                |
| Les données manquantes sont à compléter. |                               |                    |           |                                                |
| 1959                                     | 1965                          | Siméon Scaillierez | SE        | Cultivateur                                    |
| Les données manquantes sont à compléter. |                               |                    |           |                                                |
| 1977                                     | mars 2001                     | Roger Potez        |           |                                                |
| mars 2001                                | avril 2014                    | Michaël Machan     |           |                                                |
| avril 2014                               | En cours (au 23 février 2021) | Roger Potez        | PS        | Ancien employé, Réélu pour le mandat 2020-2026 |

## Équipements et services publics

### Enseignement
La commune est située dans l'académie de Lille et dépend, pour les vacances scolaires, de la zone B.
Elle administre l'école primaire Joël Couvreur.
Sur le territoire de la commune se trouve également un établissement privé : l'école primaire Notre Dame du bon conseil géré par l'organisme de gestion de l'enseignement catholique (OGEC).

### Justice, sécurité, secours et défense
La commune dépend du tribunal judiciaire d'Arras, du conseil de prud'hommes d'Arras, de la cour d'appel de Douai, du tribunal de commerce d'Arras, du tribunal administratif de Lille, de la cour administrative d'appel de Douai, du pôle nationalité du tribunal judiciaire d’Arras et du tribunal pour enfants d'Arras.

## Population et société

### Démographie
Les habitants de la commune sont appelés les Feuchyssois.

#### Évolution démographique
L'évolution du nombre d'habitants est connue à travers les recensements de la population effectués dans la commune depuis 1793. Pour les communes de moins de 10 000 habitants, une enquête de recensement portant sur toute la population est réalisée tous les cinq ans, les populations de référence des années intermédiaires étant quant à elles estimées par interpolation ou extrapolation. Pour la commune, le premier recensement exhaustif entrant dans le cadre du nouveau dispositif a été réalisé en 2007.

En 2022, la commune comptait 1 003 habitants, en évolution de −3,28 % par rapport à 2016 (Pas-de-Calais : −0,72 %, France hors Mayotte : +2,11 %).
| 1793 | 1800 | 1806 | 1821 | 1831 | 1836 | 1841 | 1846 | 1851 |
| ---- | ---- | ---- | ---- | ---- | ---- | ---- | ---- | ---- |
| 303  | 385  | 380  | 467  | 527  | 518  | 562  | 619  | 595  |

| 1856 | 1861 | 1866 | 1872 | 1876 | 1881 | 1886 | 1891 | 1896 |
| ---- | ---- | ---- | ---- | ---- | ---- | ---- | ---- | ---- |
| 521  | 549  | 523  | 490  | 534  | 581  | 602  | 577  | 523  |

| 1901 | 1906 | 1911 | 1921 | 1926 | 1931 | 1936 | 1946 | 1954 |
| ---- | ---- | ---- | ---- | ---- | ---- | ---- | ---- | ---- |
| 542  | 528  | 529  | 590  | 570  | 741  | 645  | 751  | 856  |

| 1962 | 1968 | 1975  | 1982  | 1990  | 1999  | 2006  | 2007  | 2012  |
| ---- | ---- | ----- | ----- | ----- | ----- | ----- | ----- | ----- |
| 933  | 915  | 1 299 | 1 256 | 1 198 | 1 165 | 1 075 | 1 062 | 1 062 |

| 2017  | 2022  | - | - | - | - | - | - | - |
| ----- | ----- | - | - | - | - | - | - | - |
| 1 028 | 1 003 | - | - | - | - | - | - | - |

#### Pyramide des âges
En 2018, le taux de personnes d'un âge inférieur à 30 ans s'élève à 31,5 %, soit en dessous de la moyenne départementale (36,7 %). À l'inverse, le taux de personnes d'âge supérieur à 60 ans est de 28,6 % la même année, alors qu'il est de 24,9 % au niveau départemental.
En 2018, la commune comptait 525 hommes pour 504 femmes, soit un taux de 51,02 % d'hommes, largement supérieur au taux départemental (48,5 %).
Les pyramides des âges de la commune et du département s'établissent comme suit.
| Hommes | Classe d’âge | Femmes |
| ------ | ------------ | ------ |
| 1,0    | 90 ou +      | 1,6    |
| 6,4    | 75-89 ans    | 9,7    |
| 17,6   | 60-74 ans    | 21,1   |
| 23,7   | 45-59 ans    | 20,9   |
| 16,9   | 30-44 ans    | 18,4   |
| 17,7   | 15-29 ans    | 14,8   |
| 16,8   | 0-14 ans     | 13,5   |

| Hommes | Classe d’âge | Femmes |
| ------ | ------------ | ------ |
| 0,5    | 90 ou +      | 1,6    |
| 5,6    | 75-89 ans    | 8,9    |
| 16,7   | 60-74 ans    | 18,1   |
| 20,2   | 45-59 ans    | 19,2   |
| 18,9   | 30-44 ans    | 18,1   |
| 18,2   | 15-29 ans    | 16,2   |
| 19,9   | 0-14 ans     | 17,9   |

## Culture locale et patrimoine

### Lieux et monuments
- L'église Saint Vaast, qui porte le nom aujourd'hui d'église Notre-Dame-du-Bon-Conseil, est construite au XVIe siècle et détruite par un incendie en 1911. C'est l'abbé Wargniez qui est à l'origine de la reconstruction. La nouvelle église, déplacée sur une petite colline, est réalisé sur les plans de l'architecte Louis Marie Cordonnier. Elle subit des dommages lors de la Première et de la Seconde Guerre mondiale. En 1991, elle est rachetée au diocèse par la commune pour le franc symbolique[38].

Elle héberge un élément patrimonial répertorié dans la base Palissy et classé au titre d'objet des monuments historiques.
- Le monument aux morts et sa statue, inauguré le 4 août 1929[40] et rénové en 2004. La statue réalisée par le sculpteur Jules Déchin qui avait pris comme modèle sa fille pour symboliser la France, elle tient un drapeau image de la patrie et fait le serment de ne jamais oublier ses morts[41]. La statue de ce monument a été volée dans la nuit du 23 au 24 décembre 2011. Dans la nuit du 28 au 29 décembre, trois suspects sont appréhendés en flagrant délit de vol d'objets religieux par la police, ils sont soupçonnés d'avoir dérobé la statue[42],[43].
- Le calvaire.

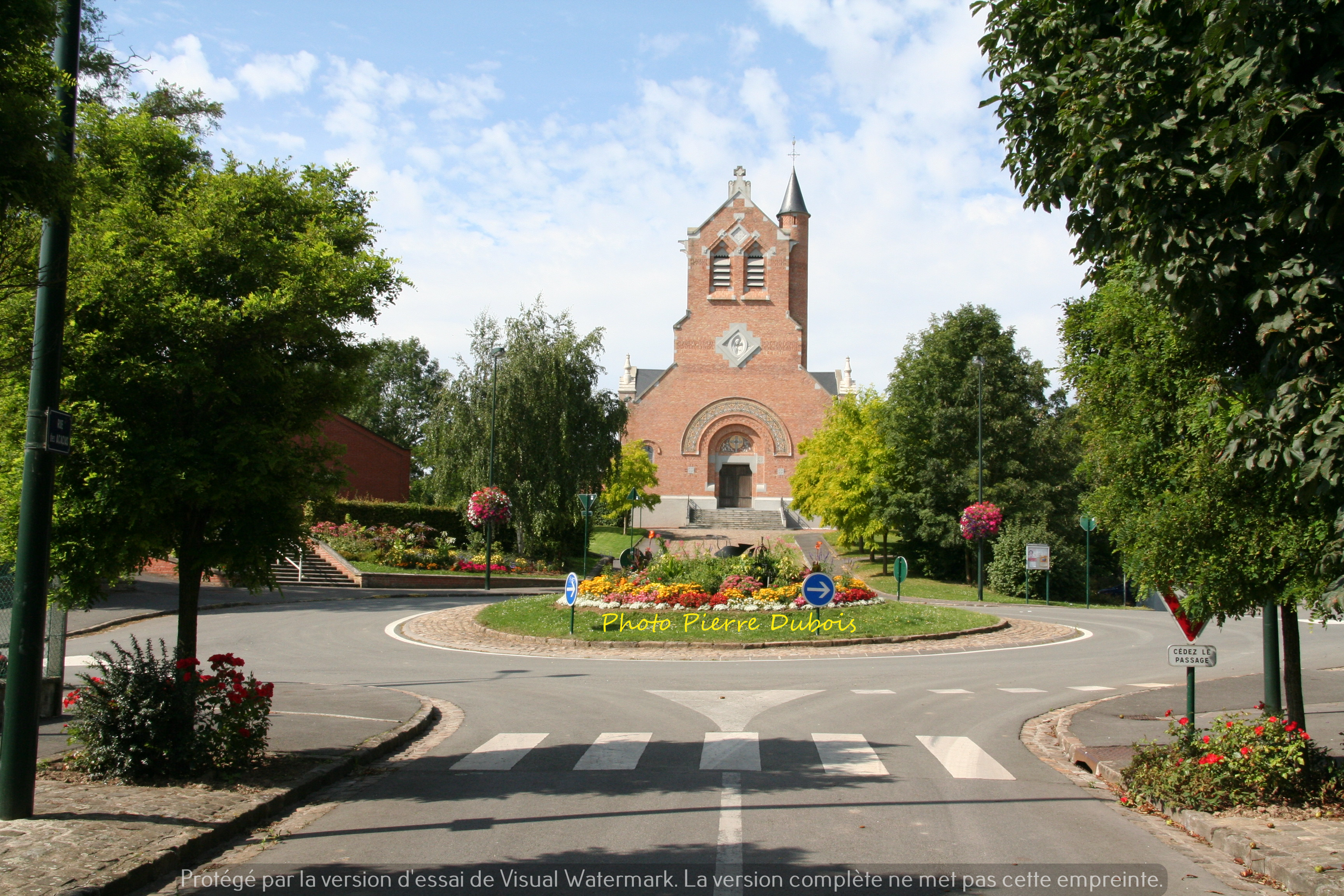
L'église Notre-Dame-du-bon-conseil.
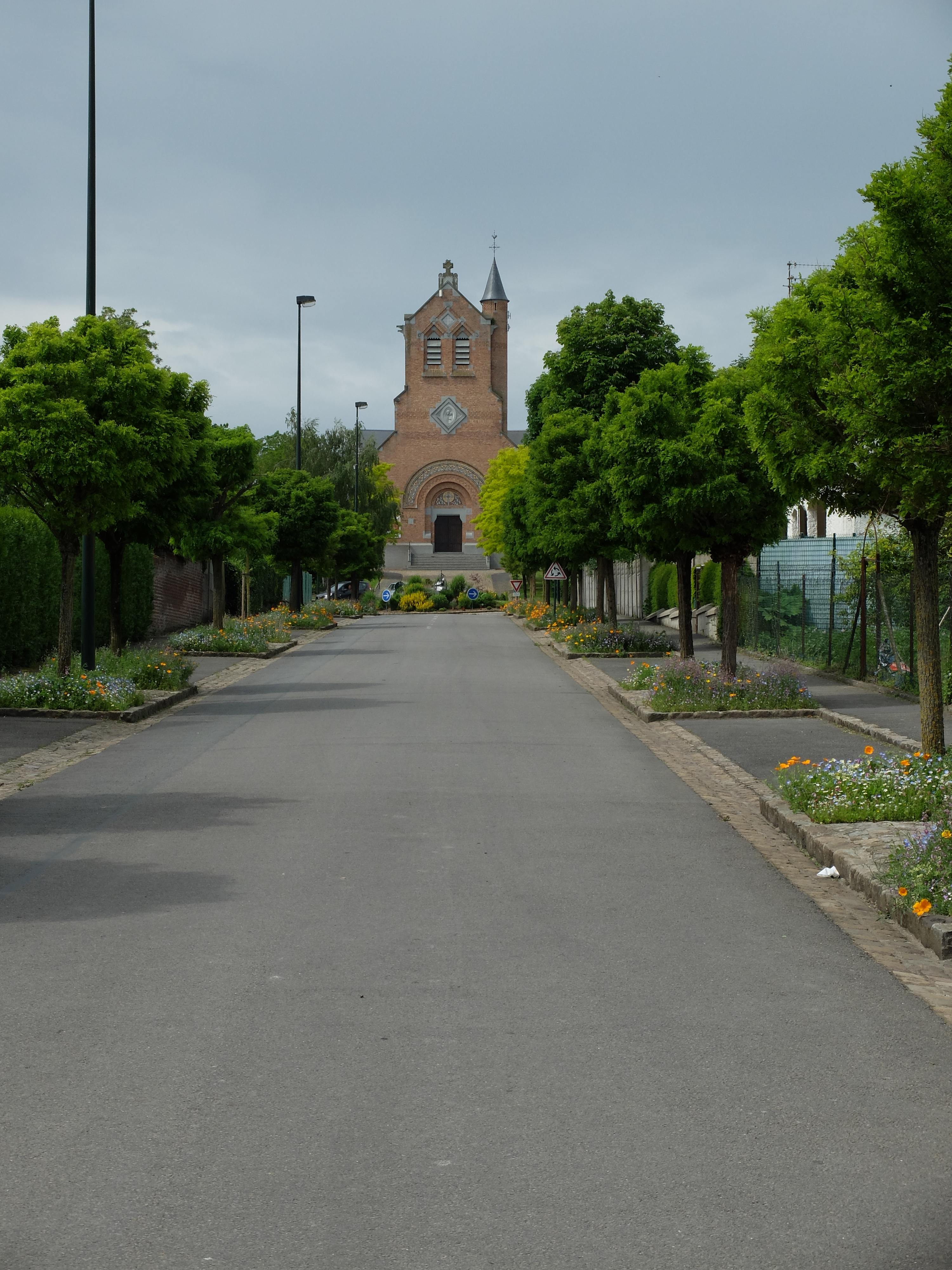
La rue des Acacias, avec l'église au fond.
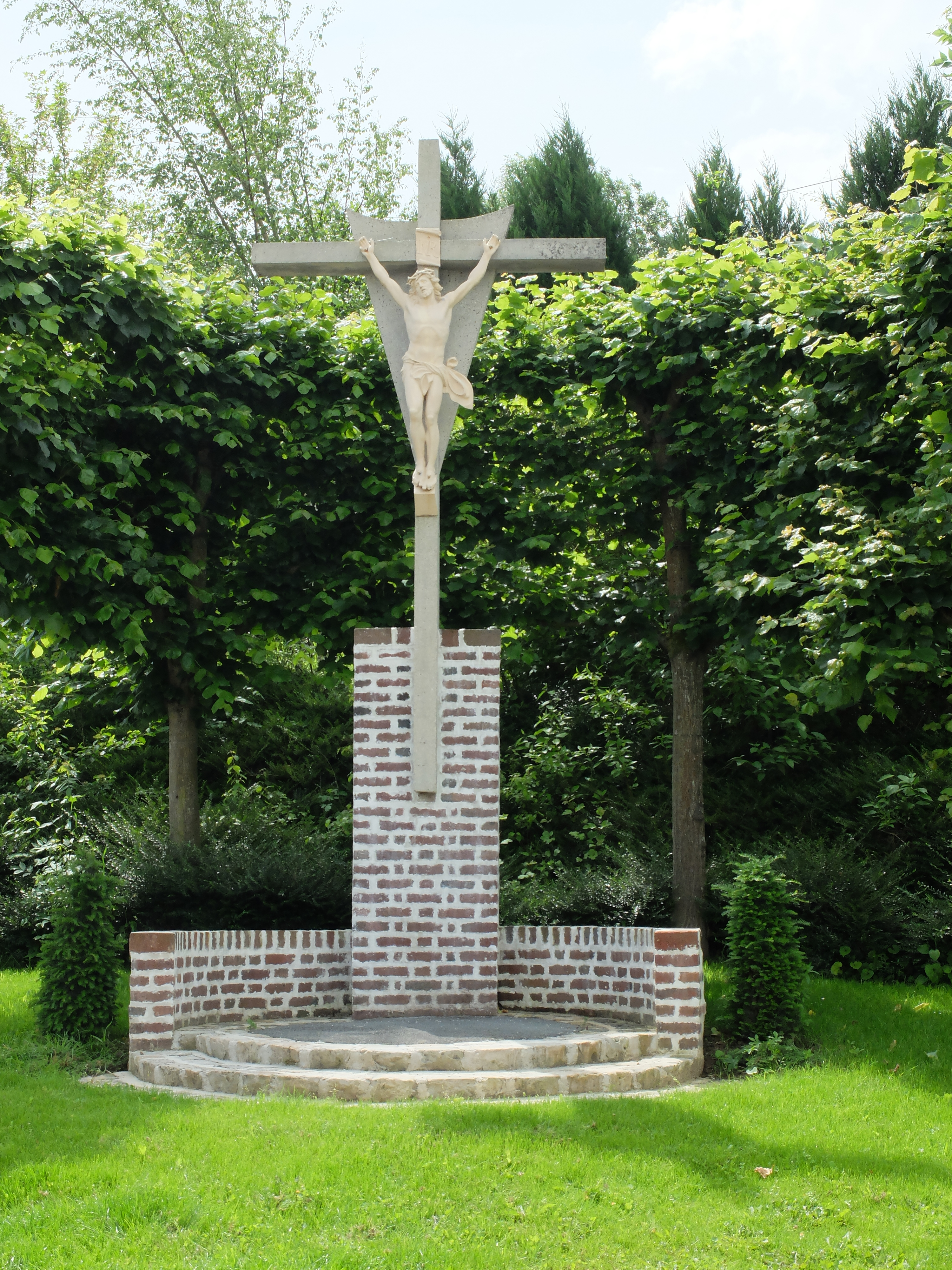
Le calvaire.

- Les cimetières militaires de la Première Guerre mondiale[44],[45] :
  - Orange Hill Cemetery (Feuchy)
  - Feuchy British Cemetery
- Le monument à la 12e division[45].

Les cimetières militaires
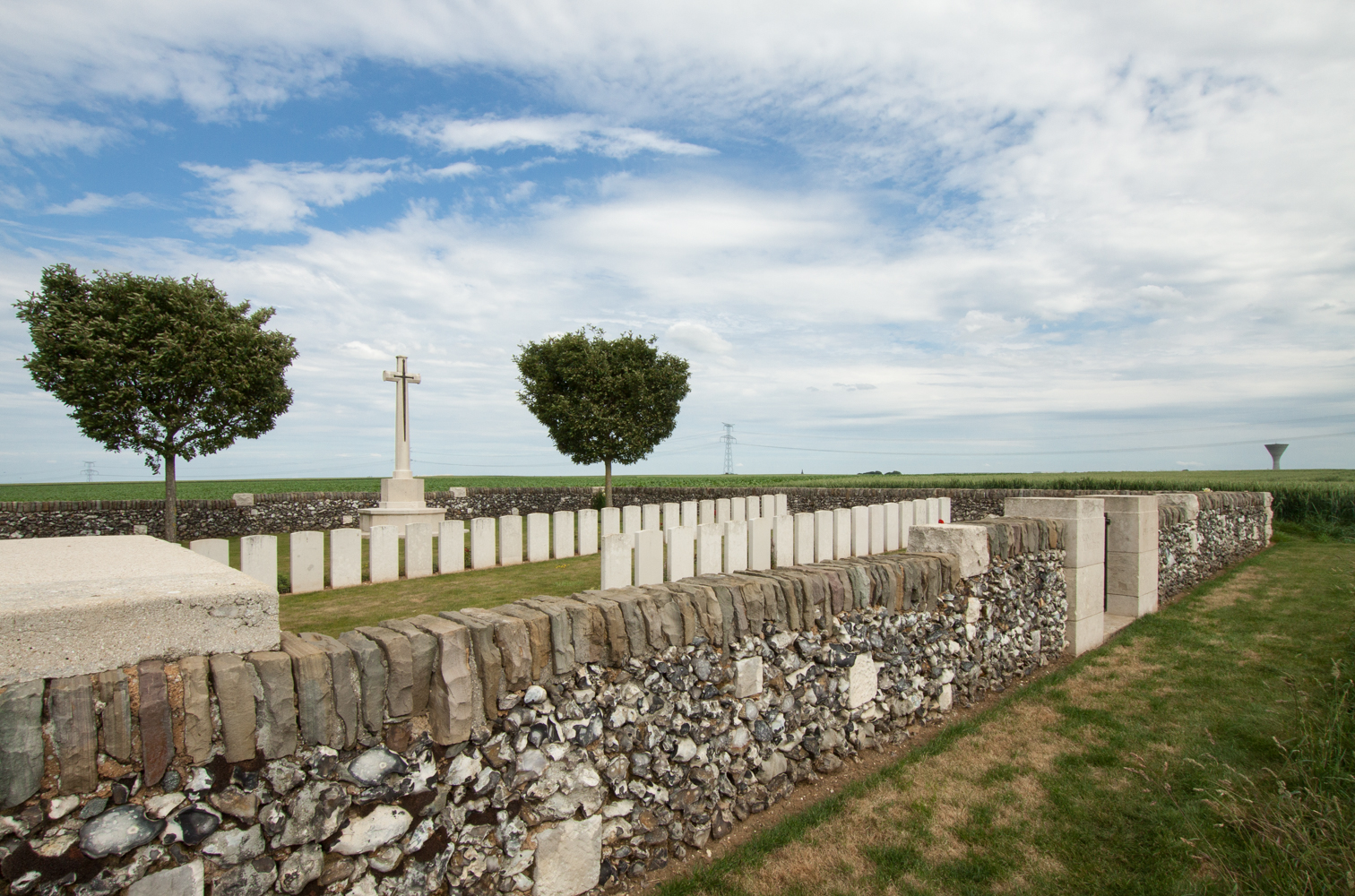
Orange Hill.
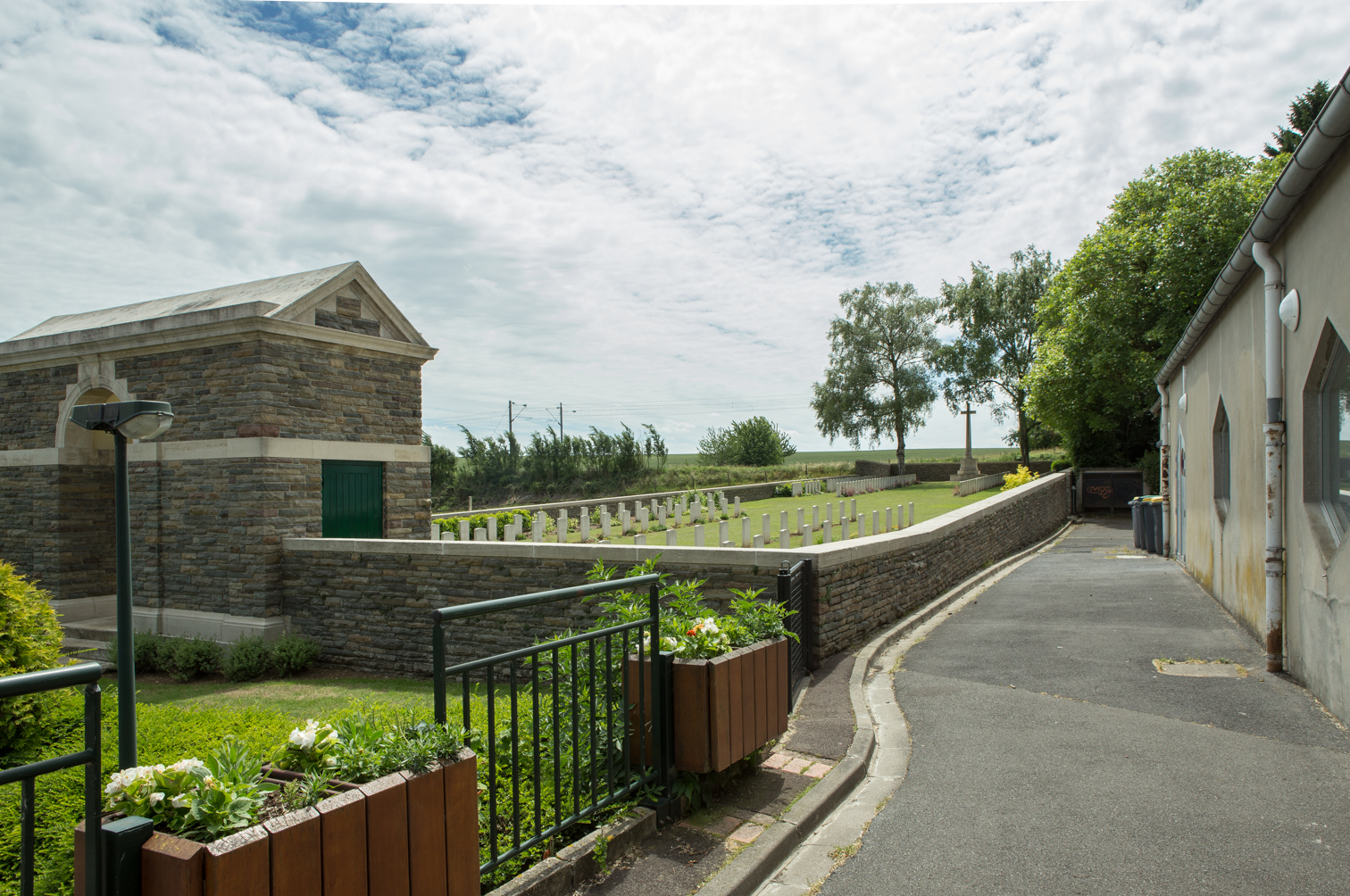
Feuchy British Cemetery.
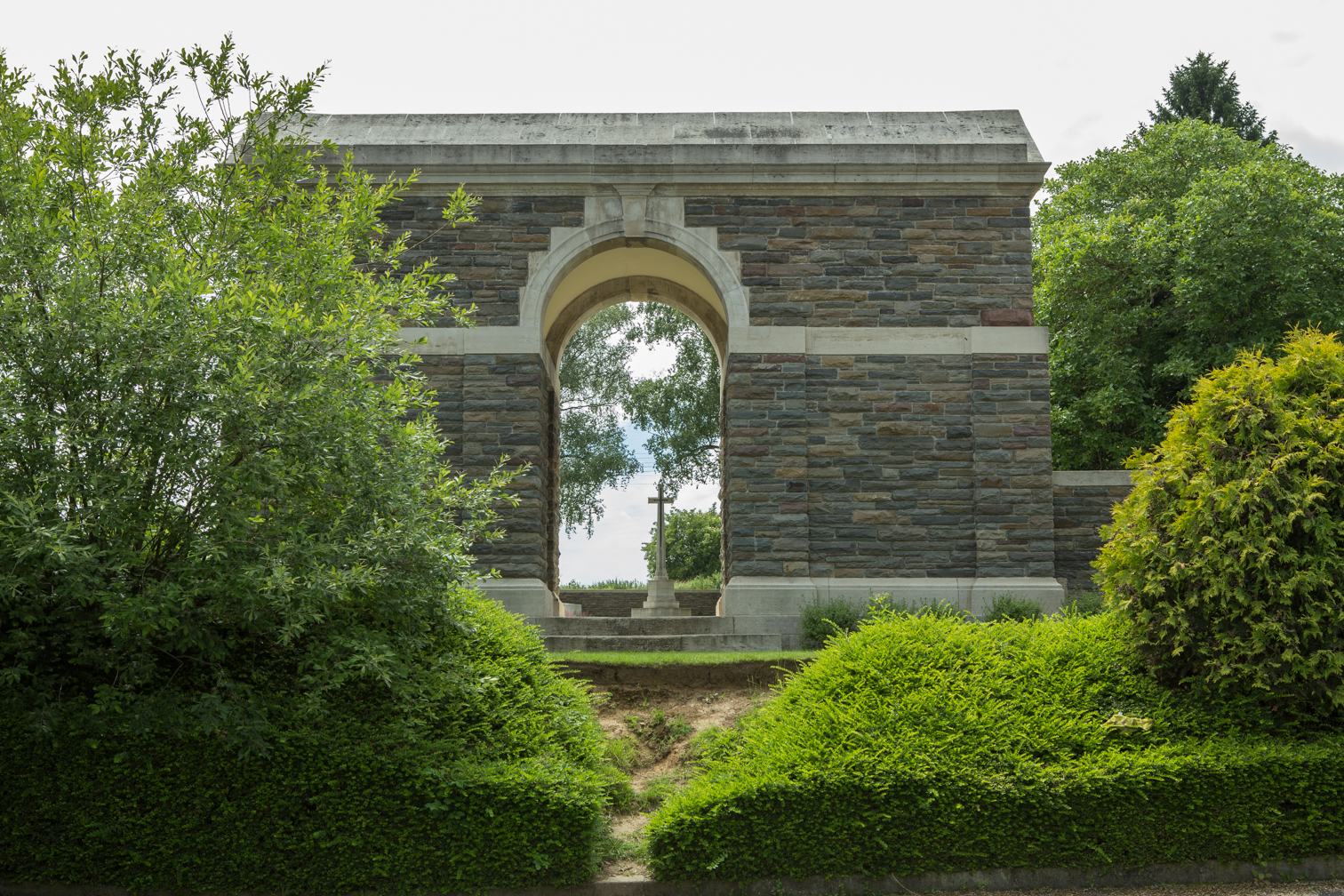
Arche d'entrée du Feuchy British Cemetery.

### Personnalités liées à la commune
- Marc Scailliérez (1880-1960), maire de Feuchy, personnalité du syndicalisme agricole et politique du département dans l'entre-deux-guerres, résistant durant la Seconde Guerre mondiale, préfet des Ardennes à la Libération.
- Yves Lepachelet (1935-1988), coureur cycliste, né à Feuchy.

### Héraldique
| Blason de Feuchy | Blason  | D'or à la croix ancrée de gueules ; au chef parti au I de gueules fretté d'or, au II d'argent au lion contourné de sable, armé et lampassé aussi de gueules. Ornements extérieursLe blason officiel porte à la pointe la croix de guerre 1914-1918. |
| Blason de Feuchy | Détails | Le statut officiel du blason reste à déterminer. |

## Pour approfondir

#### Bases de données, dictionnaires et encyclopédies
- Ressources relatives à la géographie :   - Insee (communes)
  - Ldh/EHESS/Cassini
- Ressource relative à plusieurs domaines :   - Annuaire du service public français
- Notices d'autorité :   - BnF (données)